# Мандриково
Ма́ндриково — заброшенный посёлок золотодобытчиков в пределах Билибинского района Чукотского АО России.
Назван в честь первого председателя Анадырского ревкома, расстрелянного в этих местах белогвардейцами.
Является самым западным населенным пунктом в Чукотке.
Расположен на берегу реки Омолон на границе округа с Магаданской областью, расстояние до окружного центра — 870 км.
Основан в 23 сентября 1966 года в целях разработки россыпных месторождений Иннахского золотоносного узла как прииск «Омолон», а 24 апреля 1968 года был переименован в прииск им. Мандрикова, который вошёл в состав Билибинского ГОКа.
В связи с истощением месторождения прииск был закрыт, вместе с ним ликвидирован и посёлок.
Улицы посёлка:: Геологическая, Горняков, Зелёная, Иннахская, Новосёлов, Почтовая.